# Rue Molitor
Pour les articles homonymes, voir Molitor.
La rue Molitor est une voie du 16e arrondissement de Paris, en France.

## Situation et accès
La rue Molitor débute au 14, rue Chardon-Lagache et se termine au 25, boulevard Murat.
Elle est desservie par les lignes 9 et 10 aux stations Michel-Ange - Molitor et Chardon-Lagache.

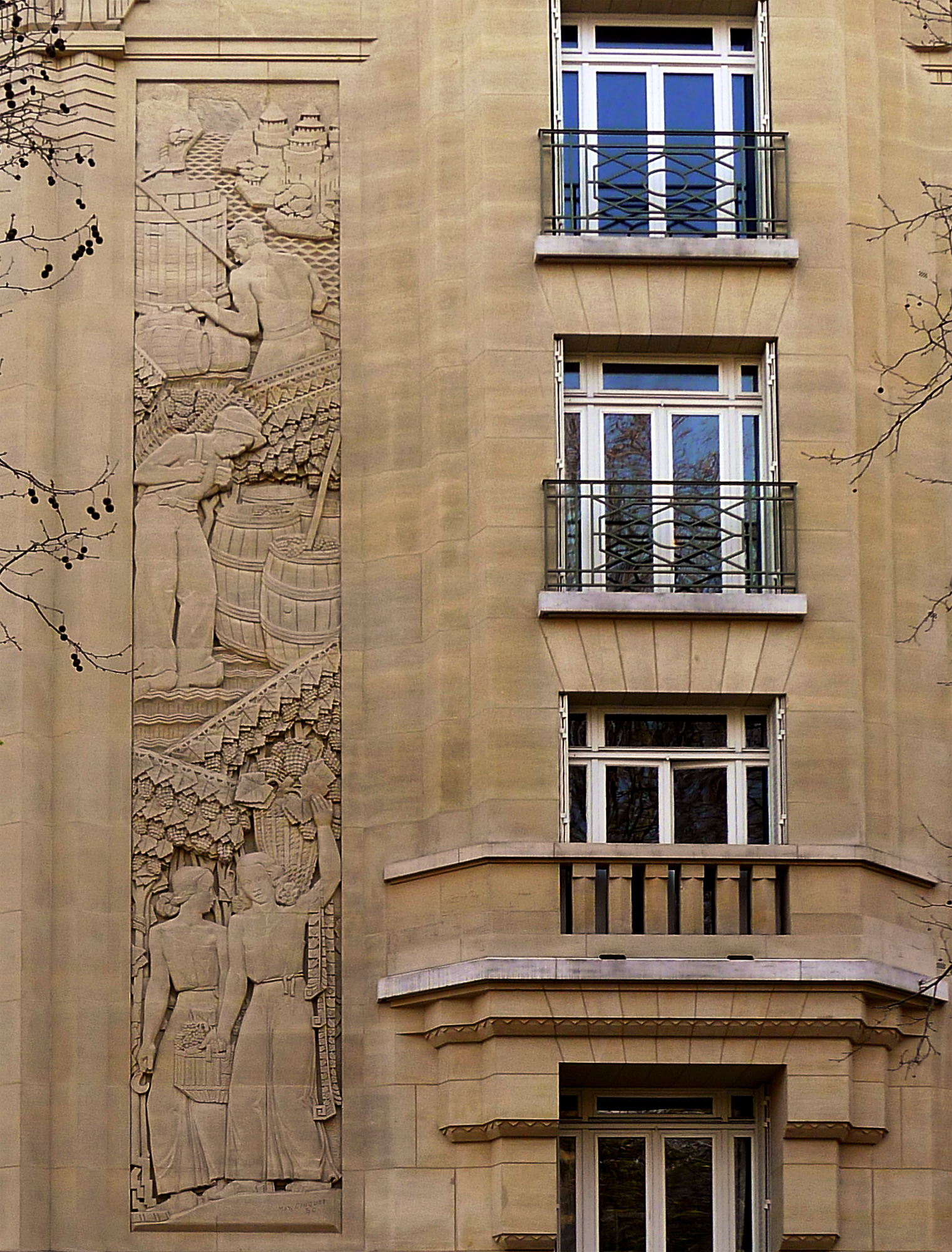
No 1, bas-relief de la façade.
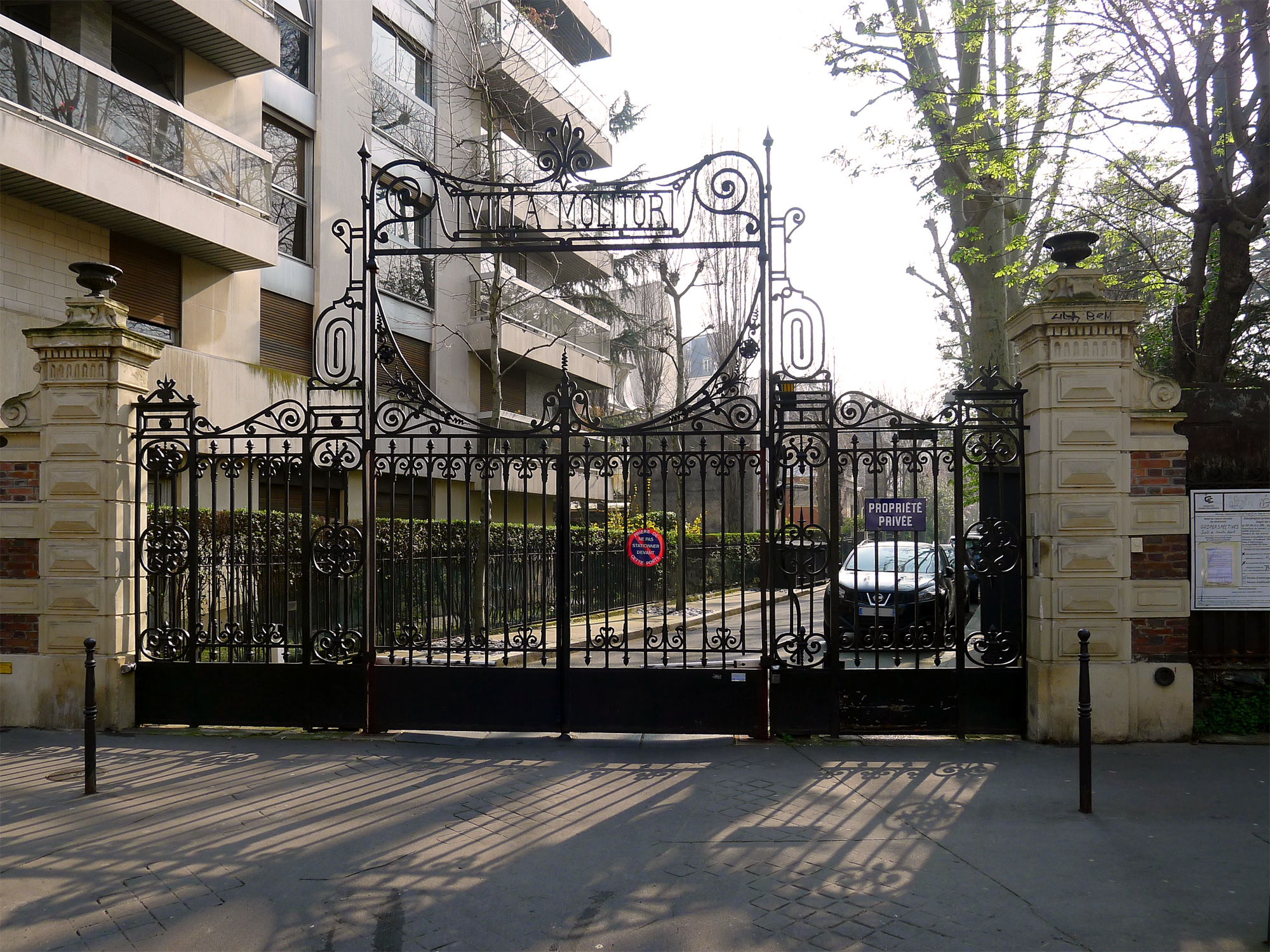
No 7, entrée de la villa Molitor.
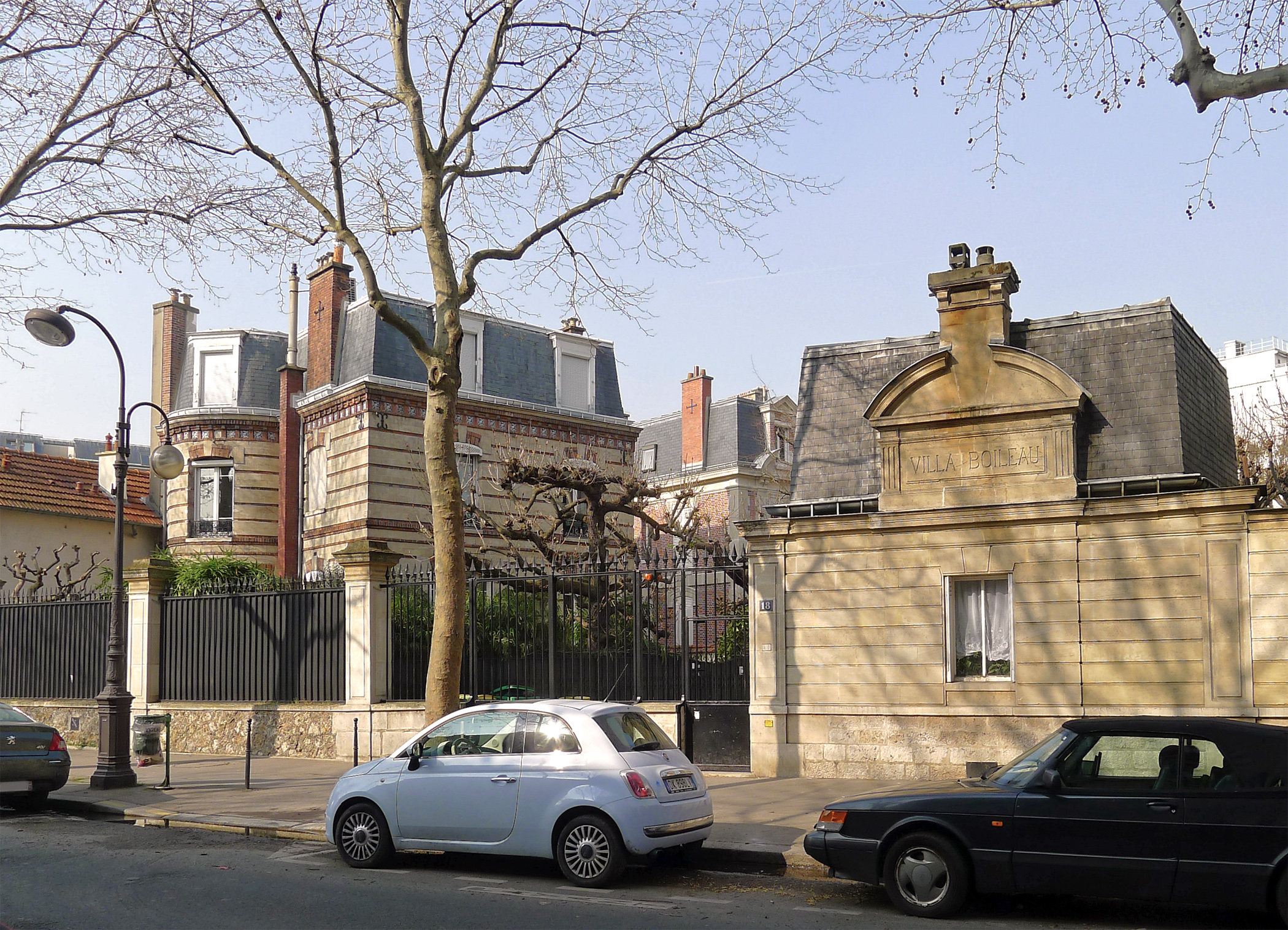
No 18, entrée de la villa Boileau.
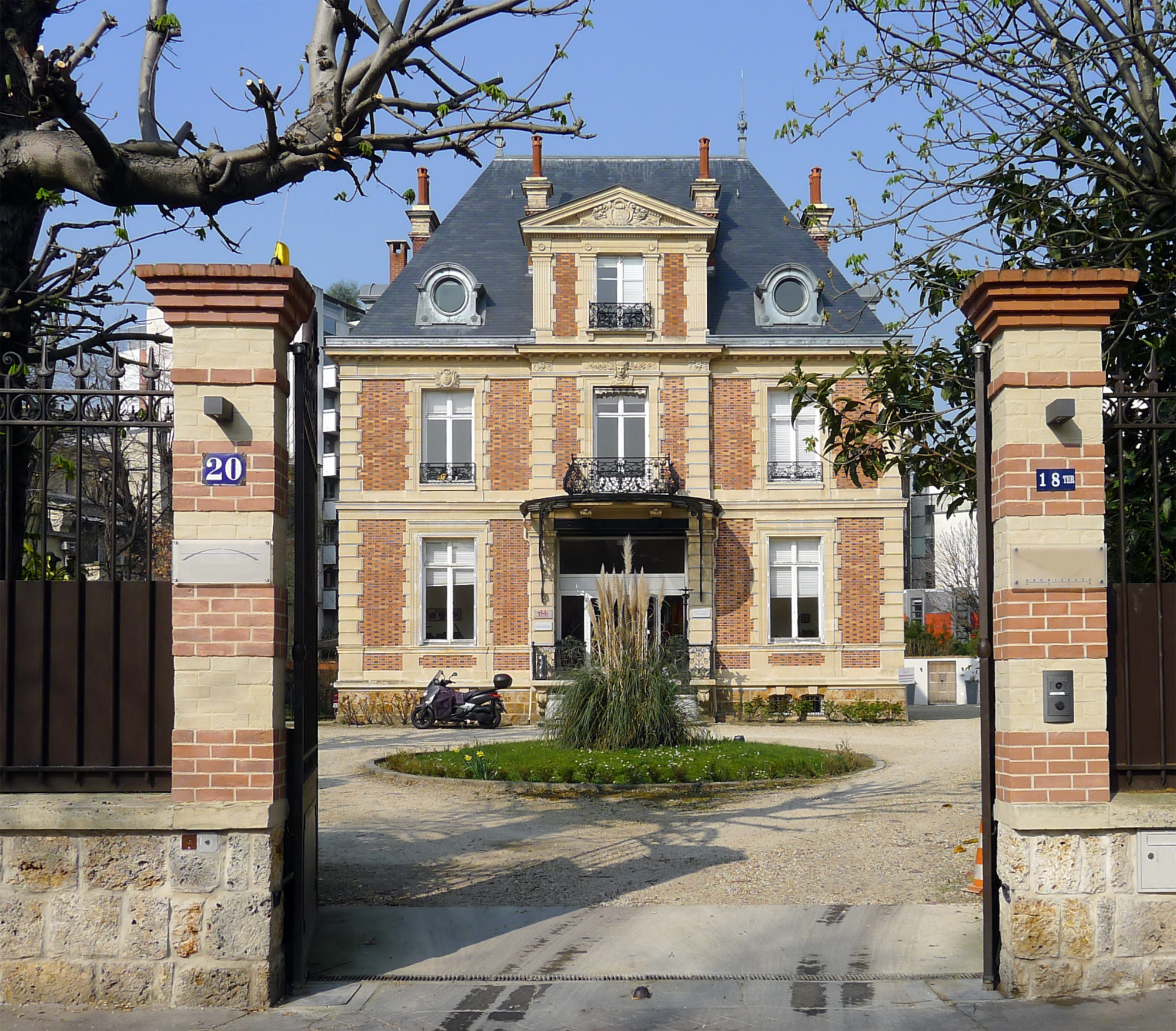
Nos 18 ter et 20, hôtel particulier avec jardin.

## Origine du nom

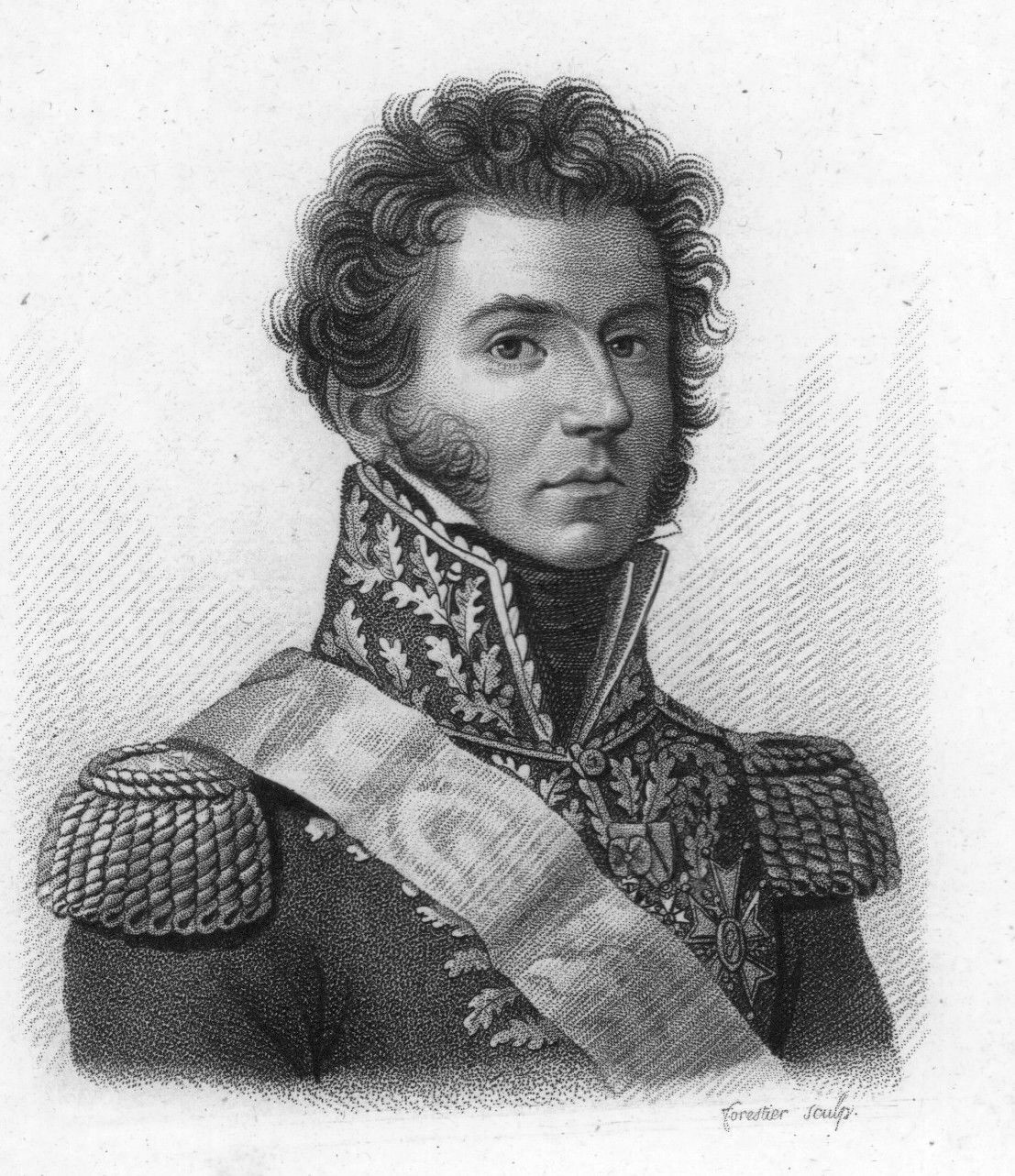
Gabriel Molitor (1770-1849).

Elle porte le nom du maréchal de France, le comte Gabriel Jean Joseph Molitor (1770-1849).

## Historique
Cette voie, ouverte par un décret du 30 novembre 1862, prend sa dénomination actuelle par un autre décret du 2 mars 1867.

## Bâtiments remarquables et lieux de mémoire

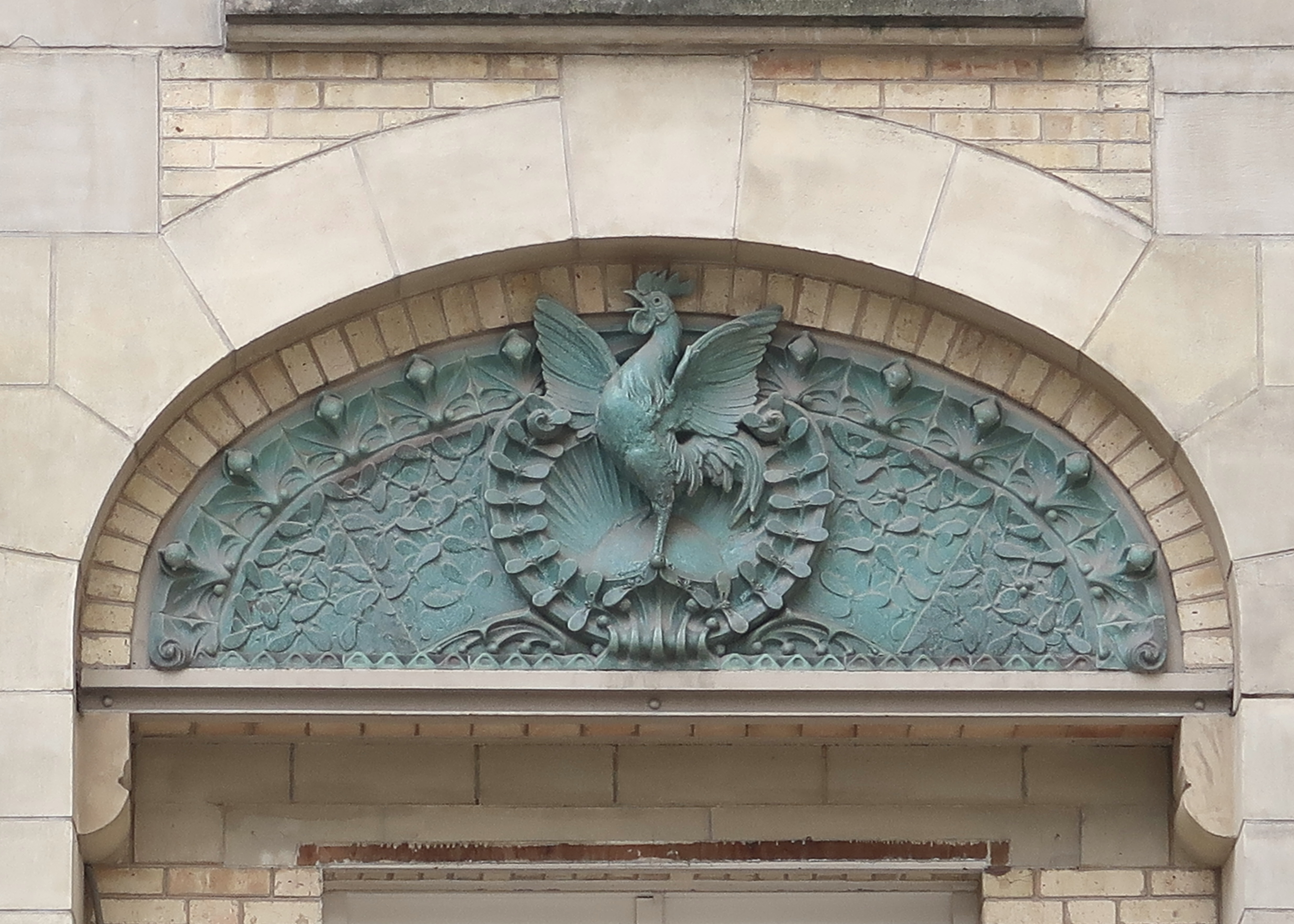
No 1 ter.

- L'artiste-peintre Zoum Walter (1902-1974) vécut rue Molitor de 1929 à 1946.
- No 1, à l'angle de la rue Chardon-Lagache (no 16) : immeuble dont la façade est ornée de bas-reliefs sur le thème des travaux des champs, dus à Georges Maxime Chiquet, dit Geo Chiquet[2].
- No 1 ter : la façade est ornée d'un relief figurant un coq.
- No 7 : villa Molitor, voie privée.
- No 10 : l'Institut national supérieur du professorat et de l'éducation de Paris (INSPÉ de Paris) siège dans les locaux historiques de l'ancienne École normale d'instituteurs de Paris, construite en 1882 par l'architecte Léon Salleron sur le parc de l'ancienne propriété Ternaux[1]. Le site se trouve dans le même pâté de maisons que le lycée Jean-Baptiste-Say, donnant 11 bis rue d'Auteuil, où siégea l'École normale d'instituteurs de 1872 à 1882, dans le bâtiment historique du château Ternaux[3],[4].

INSPÉ, ancienne École normale d'instituteurs
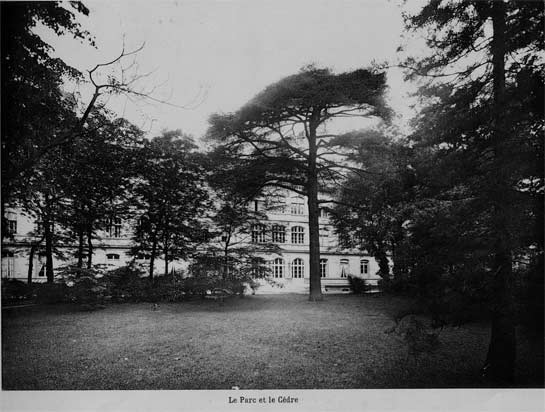
Cèdre du parc au début du XIXe siècle.
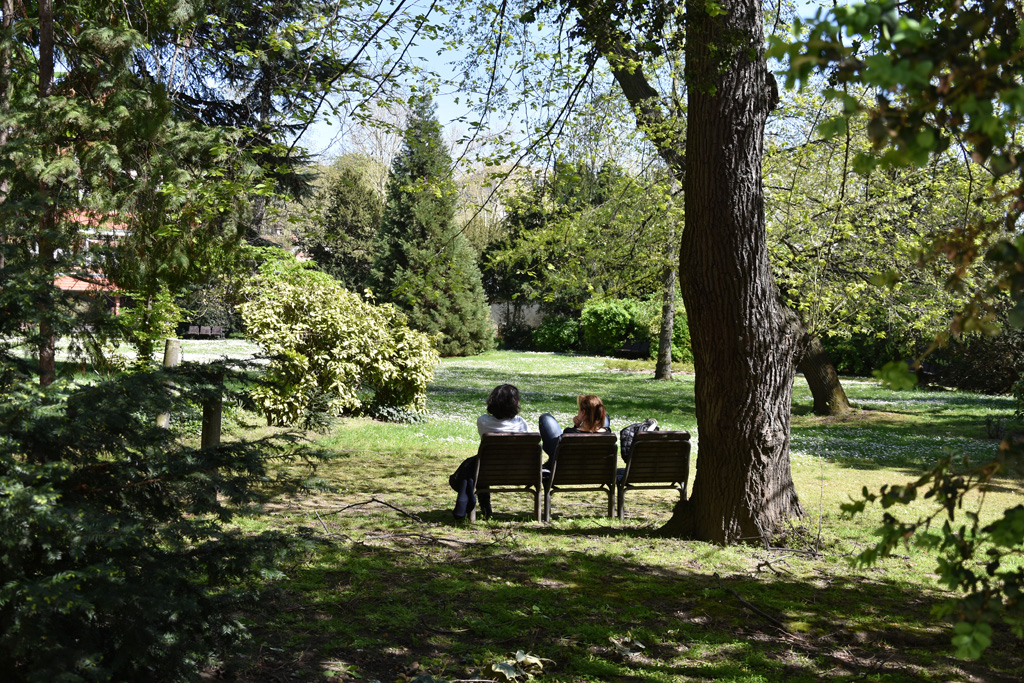
Le parc de nos jours.
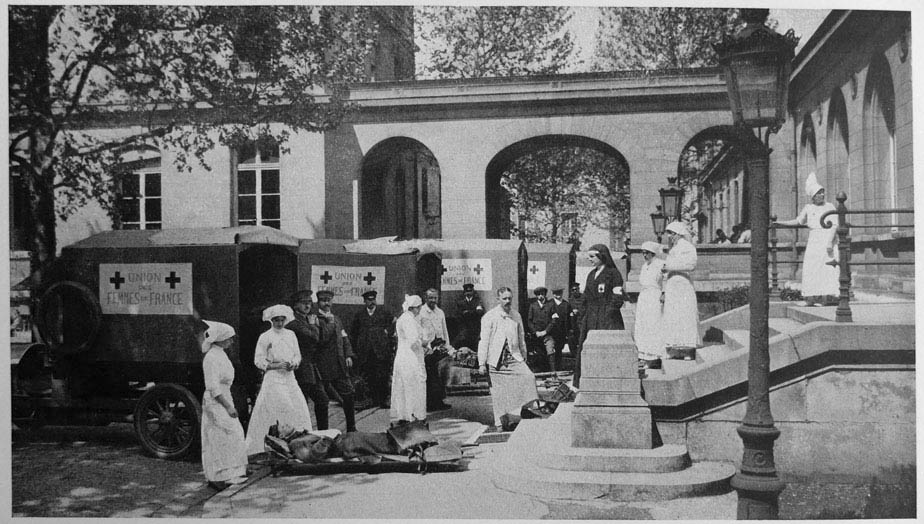
Reconversion en hôpital militaire en 1914-1918.
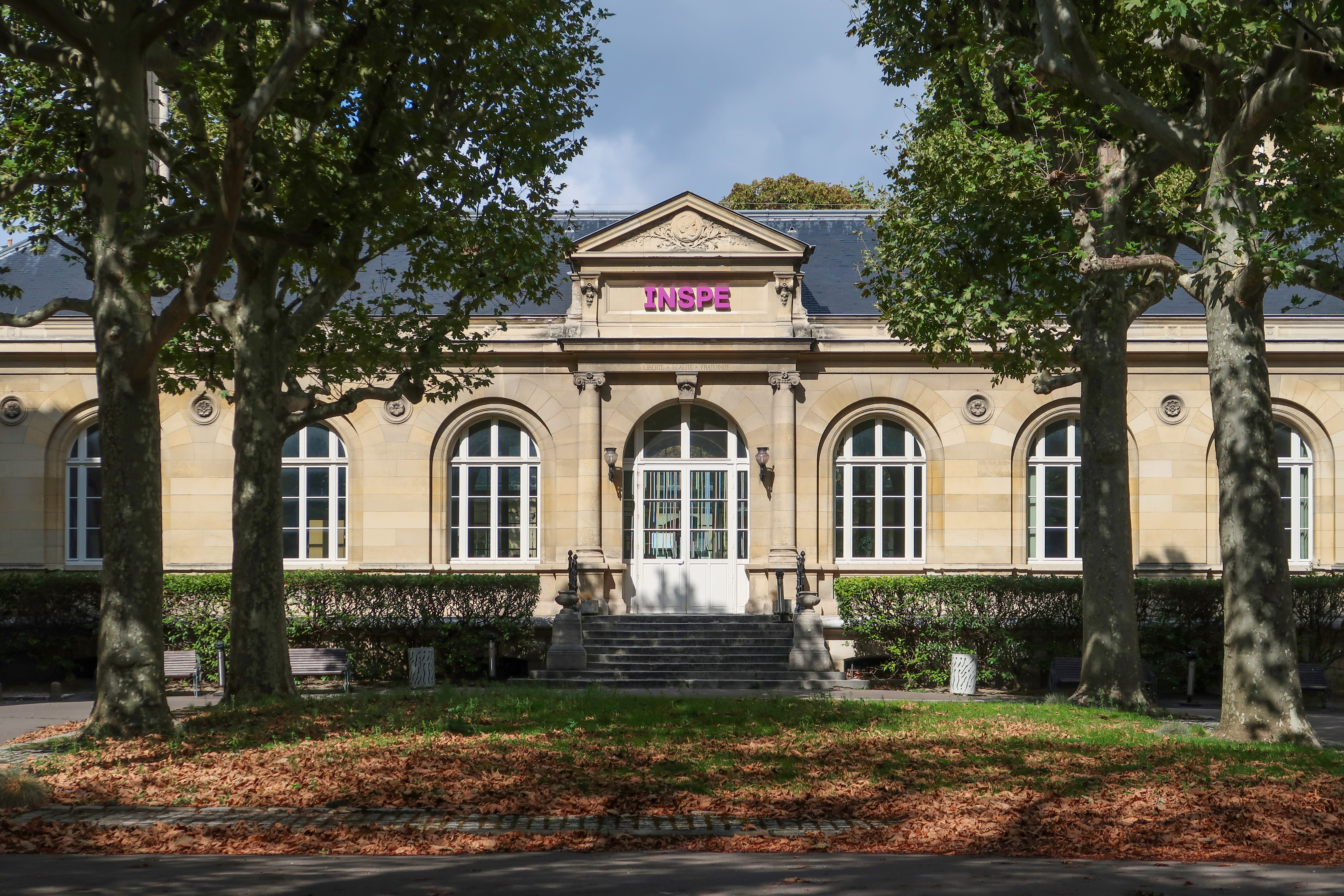
Façade principale.

- No 18 : villa Boileau, voie privée.
- No 26-28 : dans les années 1960 s'y trouvaient les sœurs de Marie-Réparatrice, dont l'entrée principale du couvent est toujours située dans le même pâté de maisons, rue Michel-Ange[1]. De nos jours lycée Passy-Saint-Honoré, site annexe, pour une partie des filières d'enseignement supérieur (depuis 2017)[5]. Le site principal se trouve 117 avenue Victor-Hugo, dans le même arrondissement[6].
- Nos 31-31 bis : maisons de style régionaliste.
- No 37, à l'angle de la rue Michel-Ange : immeuble construit en 1968-1969 par l'architecte Jean Ginsberg.
- No 38 : permanence parlementaire des députés Claude Goasguen puis Sandra Boëlle, sa successeure.
- No 44 : le duc Charles de Morny y eut son dernier hôtel particulier. Le site accueille par la suite un couvent des Frères mineurs capucins[1] et, depuis 2005, l'église Saint-François de Molitor.

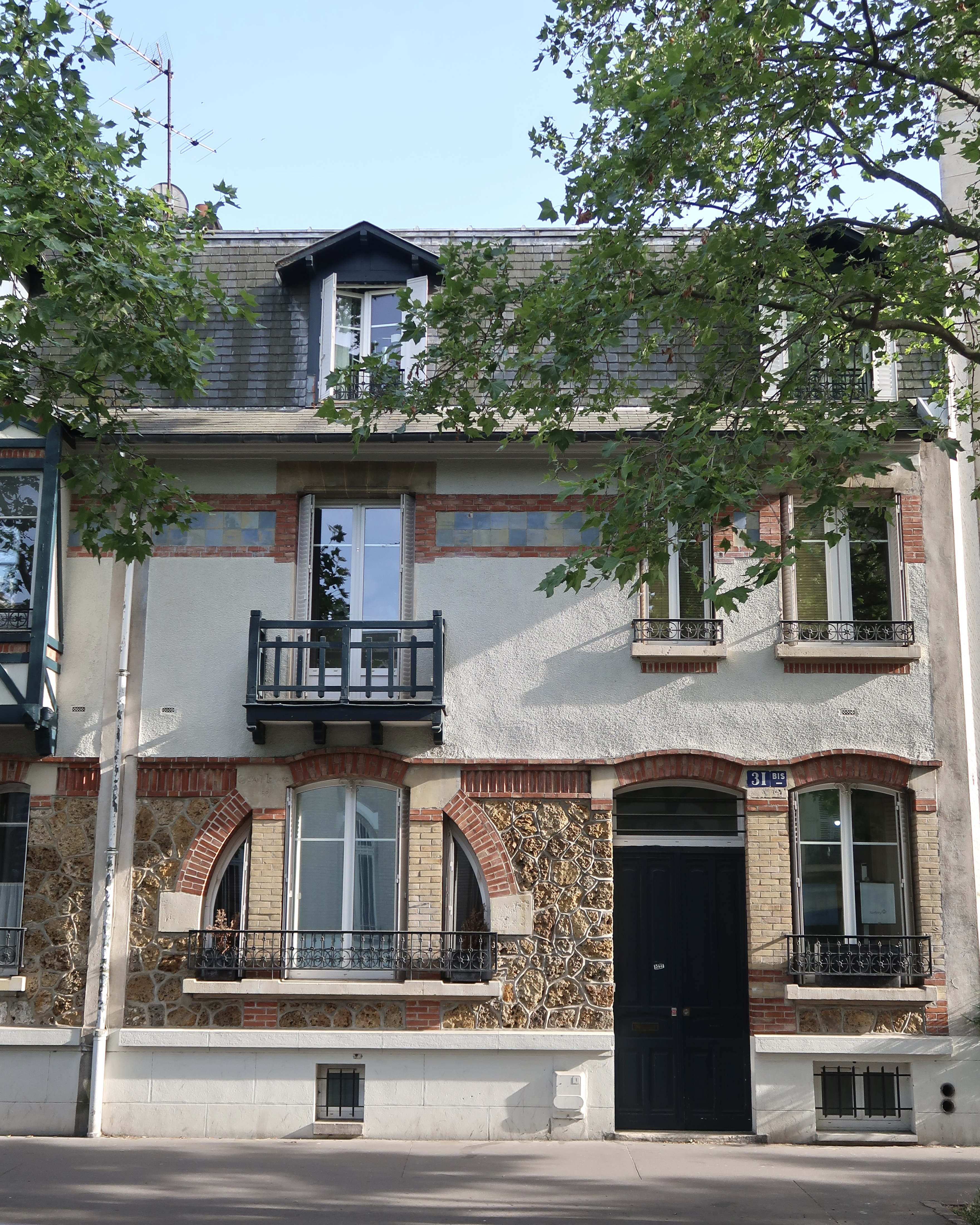
No 31 bis.
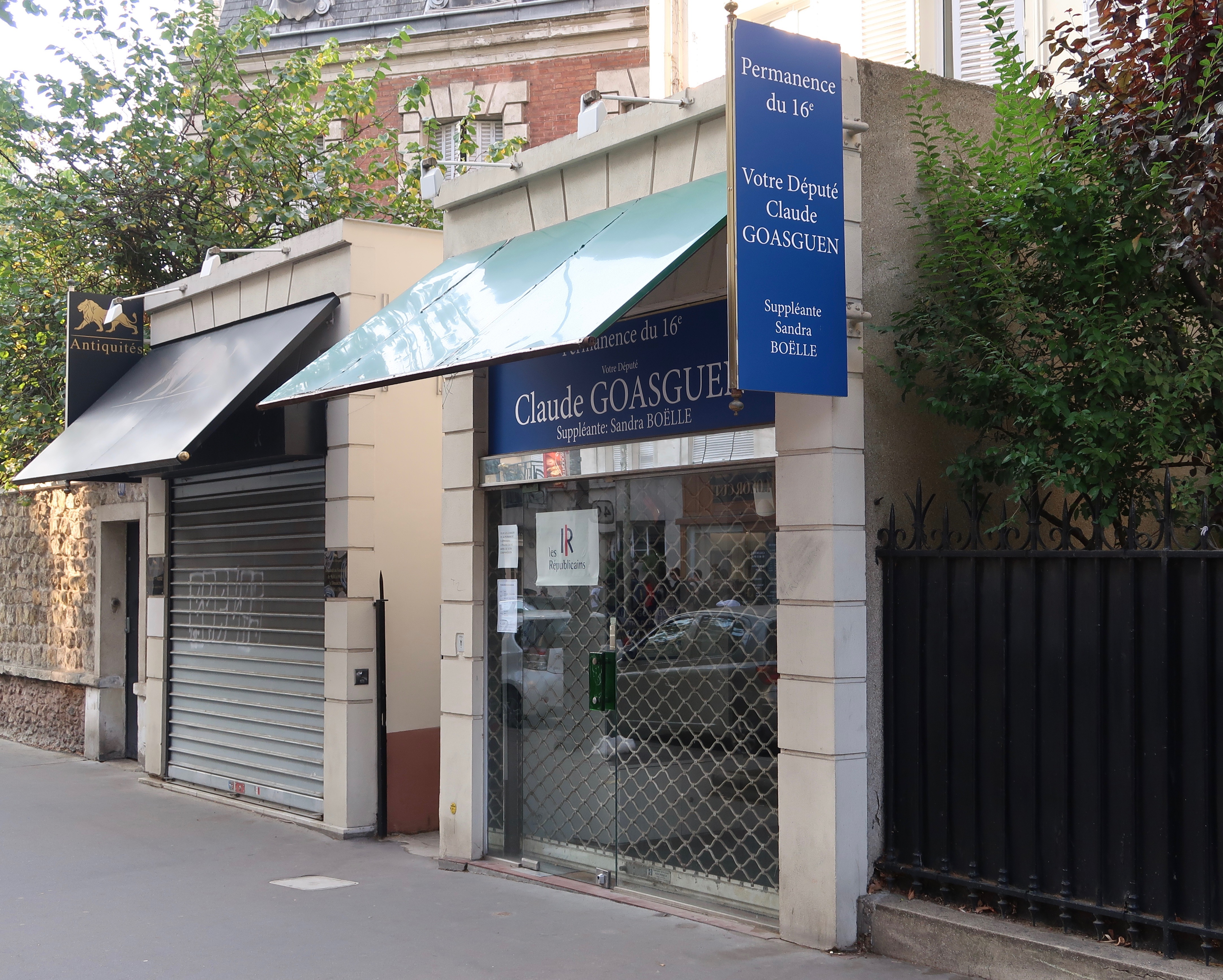
No 38.
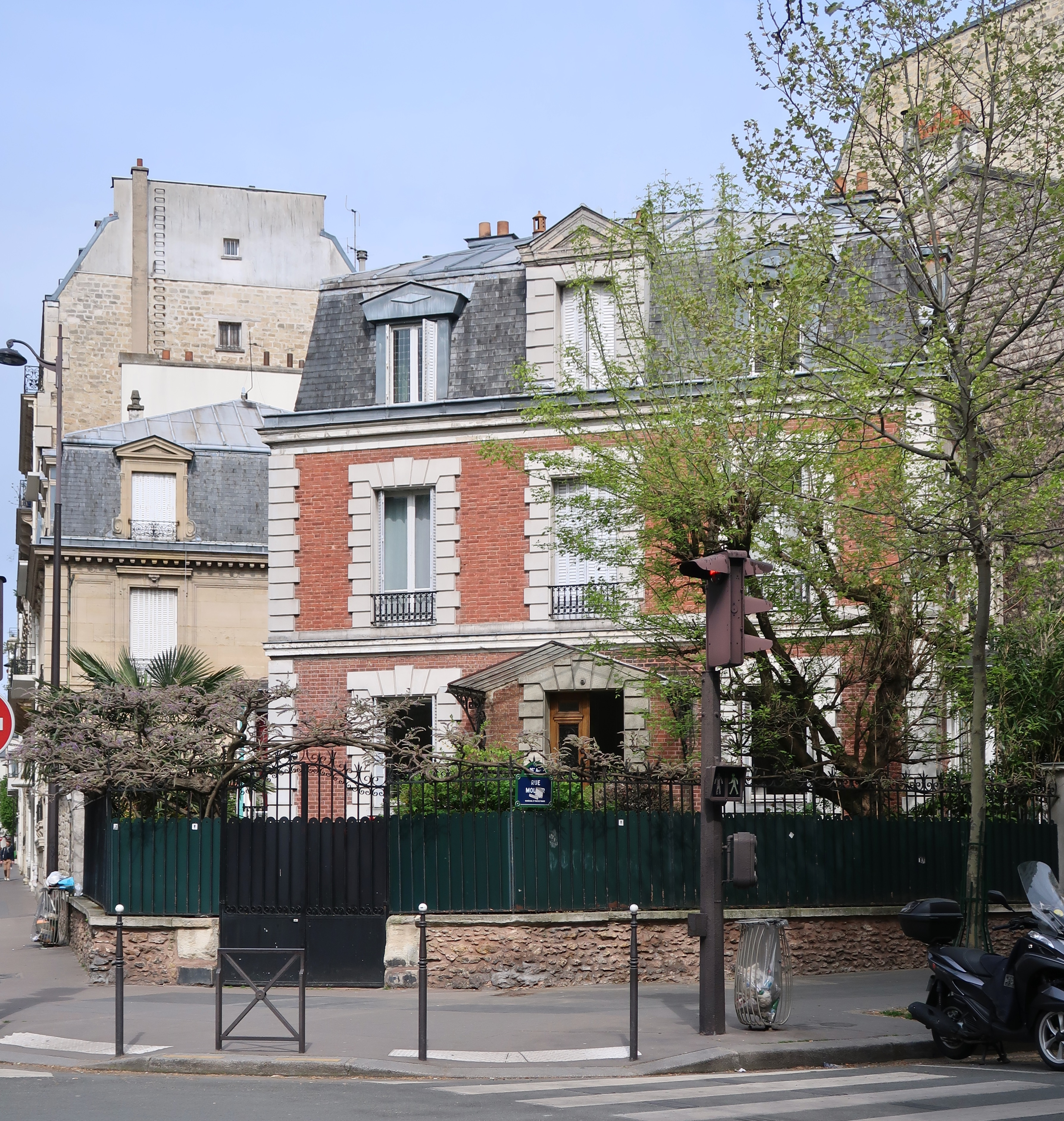
No 40.
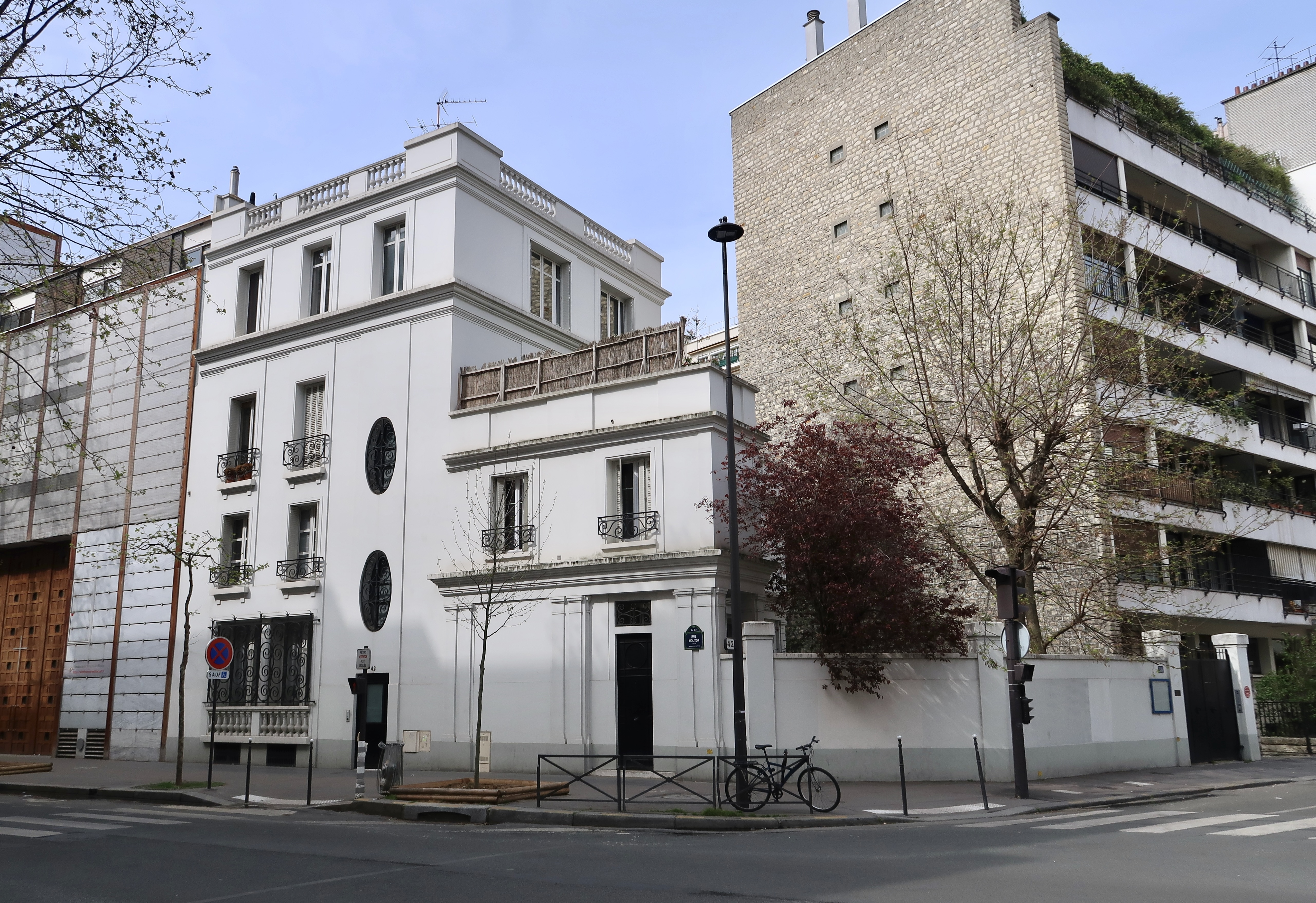
No 42.